# Rhytia
Rhytia is een geslacht van vlinders van de familie spinneruilen (Erebidae), uit de onderfamilie Calpinae.

## Soorten
- R. cocalus Cramer, 1777
- R. discrepans Walker, 1857
- R. hypermnestra Stoll, 1780
- R. muscigera Butler, 1882
- R. princeps Boisduval, 1832